# Ettore Bernich
Ettore Bernich (Roma, 1850 – 1914) è stato un architetto italiano.
È conosciuto soprattutto per la realizzazione dell'Acquario Romano, per la collaborazione alla rivista Napoli nobilissima e per gli studi e i restauri sul romanico pugliese.

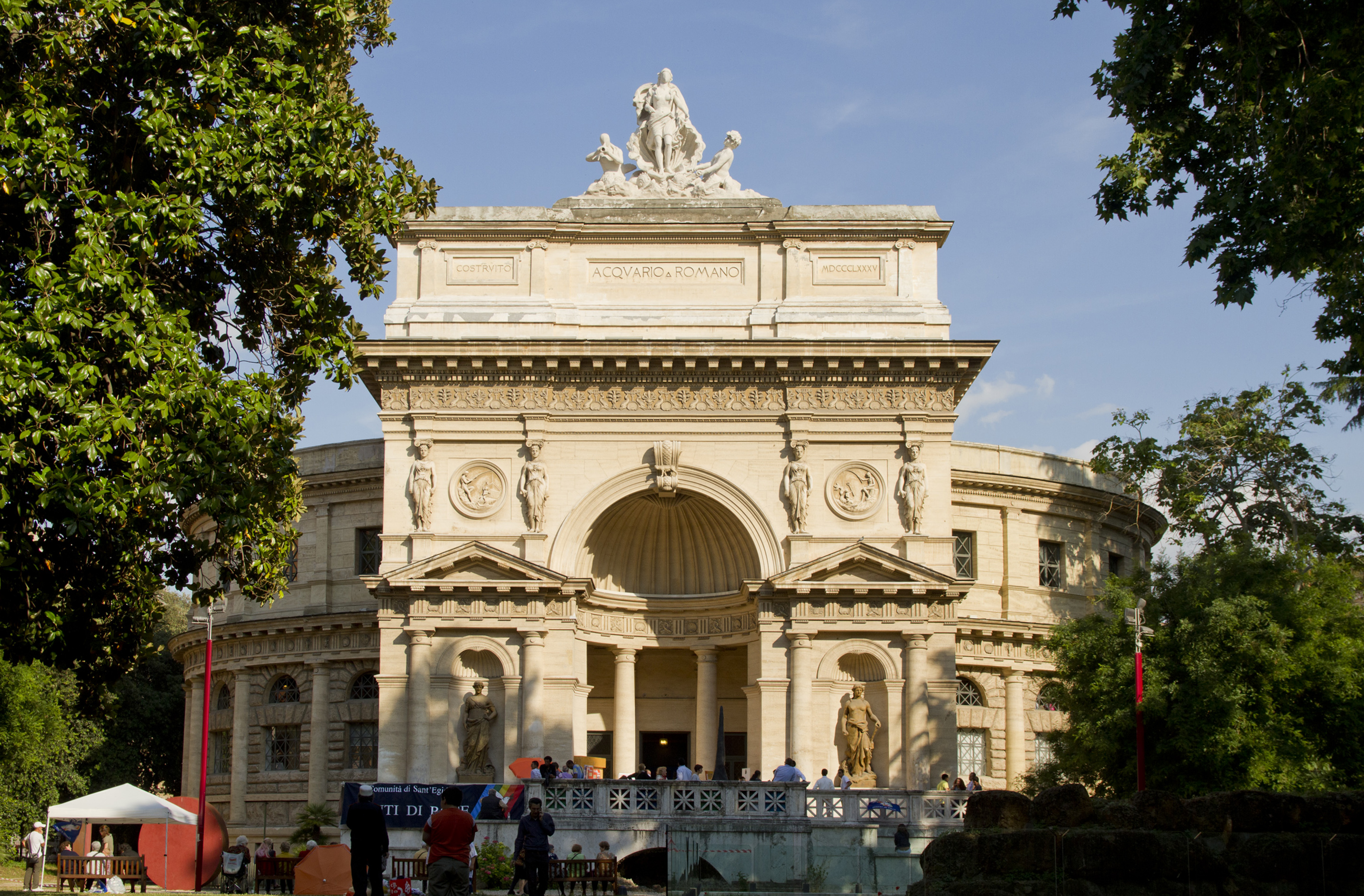
Facciata Acquario Romano

## Biografia
Bernich era di origine svizzera. Dopo essersi formato inizia la realizzazione di residenze nobiliari private a Roma e nel 1885 realizza l'eclettico Acquario Romano, successivamente si sposta a Napoli dove diventa un assiduo collaboratore della rivista Napoli nobilissima promossa da Benedetto Croce.

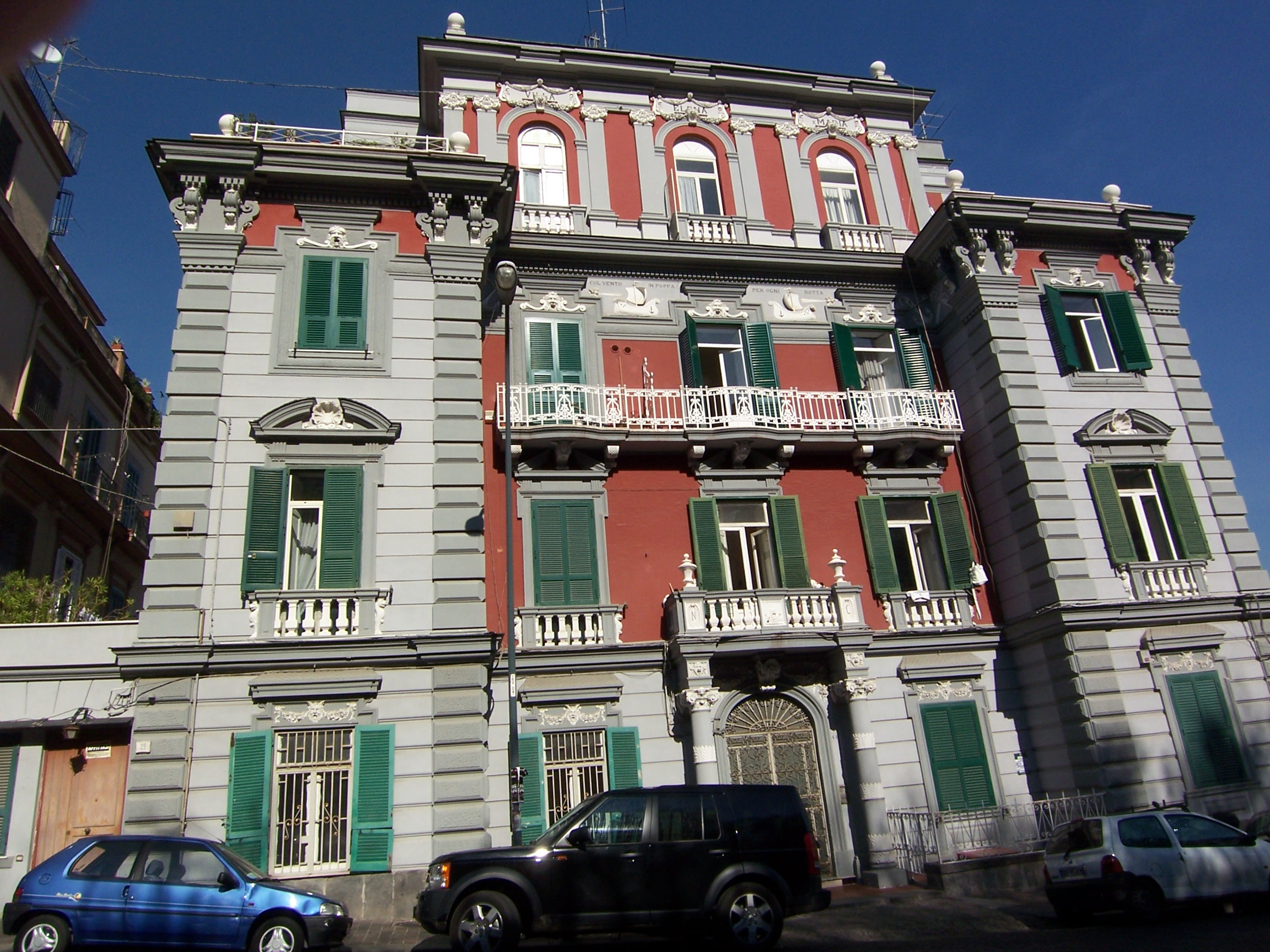
Villino Elena e Maria a Napoli

Quando diventa funzionario tecnico della sovrintendenza di Napoli nel 1893 avvia una nuova fase di valorizzazione e restauro di cattedrali medievali e chiese in Puglia, tra cui le cattedrali di Bari Ruvo e Bitonto. A Ettore Bernich si devono alcuni studi, rilievi e ricostruzioni grafiche di alcuni monumenti dell'antica Terra d'Otranto. A Nardò, in particolare, nell'attuale provincia di Lecce, curò malvolentieri i restauri della Cattedrale. Sempre a Ruvo inoltre durante la sua permanenza realizza le cappelle nobiliari delle famiglie Jatta e Caputi Jambrenghi. A Bari nel 1905 realizza, insieme a Augusto Corradini, Palazzo Fizzarotti, un imponente edificio in stile eclettico.